# Jersiaise
 (novembre 2023).
Si vous disposez d'ouvrages ou d'articles de référence ou si vous connaissez des sites web de qualité traitant du thème abordé ici, merci de compléter l'article en donnant les références utiles à sa vérifiabilité et en les liant à la section « Notes et références ».
Ne doit pas être confondu avec Jersiais.
La jersiaise est une race bovine anglo-normande. Son nom anglais et international est Jersey cattle. Elle est inscrite au catalogue des races françaises sous le nom de jersiaise.  

## Origine
Elle appartient au rameau celtique. Elle vient des îles de la Manche où elle est élevée en presque autarcie depuis plus de mille ans et en totale autarcie depuis que l'importation a été interdite en 1789 pour préserver la pureté de la race. 
Elle a été introduite au Royaume-Uni où on compte 6 000 têtes. La Jersey Cattle Society fut fondée en 1878 avec l'ouverture du herd-book. L'un des plus anciens troupeaux est celui de la Reine au château de Windsor. Dans l'île de Jersey, le cheptel est d'environ 6 000 têtes et ne comprend que des vaches de race jersiaise.  
Son élevage débute en France en 1850. La sélection de la race jersiaise s'est poursuivie, avec la création d'un livre généalogique, en 1903. Elle compte près de 10 000 individus dont 3 500 vaches (850 sélectionnées) et 24 taureaux. Ils sont dispersés dans de nombreux départements du nord-ouest de la France et en particulier en Normandie. 
Peu répandue en France, la race jersiaise l'est beaucoup plus dans le monde ; elle est présente dans de nombreux pays étrangers, en particulier dans bon nombre de pays membres du Commonwealth : Canada, Australie, Nouvelle-Zélande... ainsi qu'aux États-Unis et au Danemark.

## Morphologie

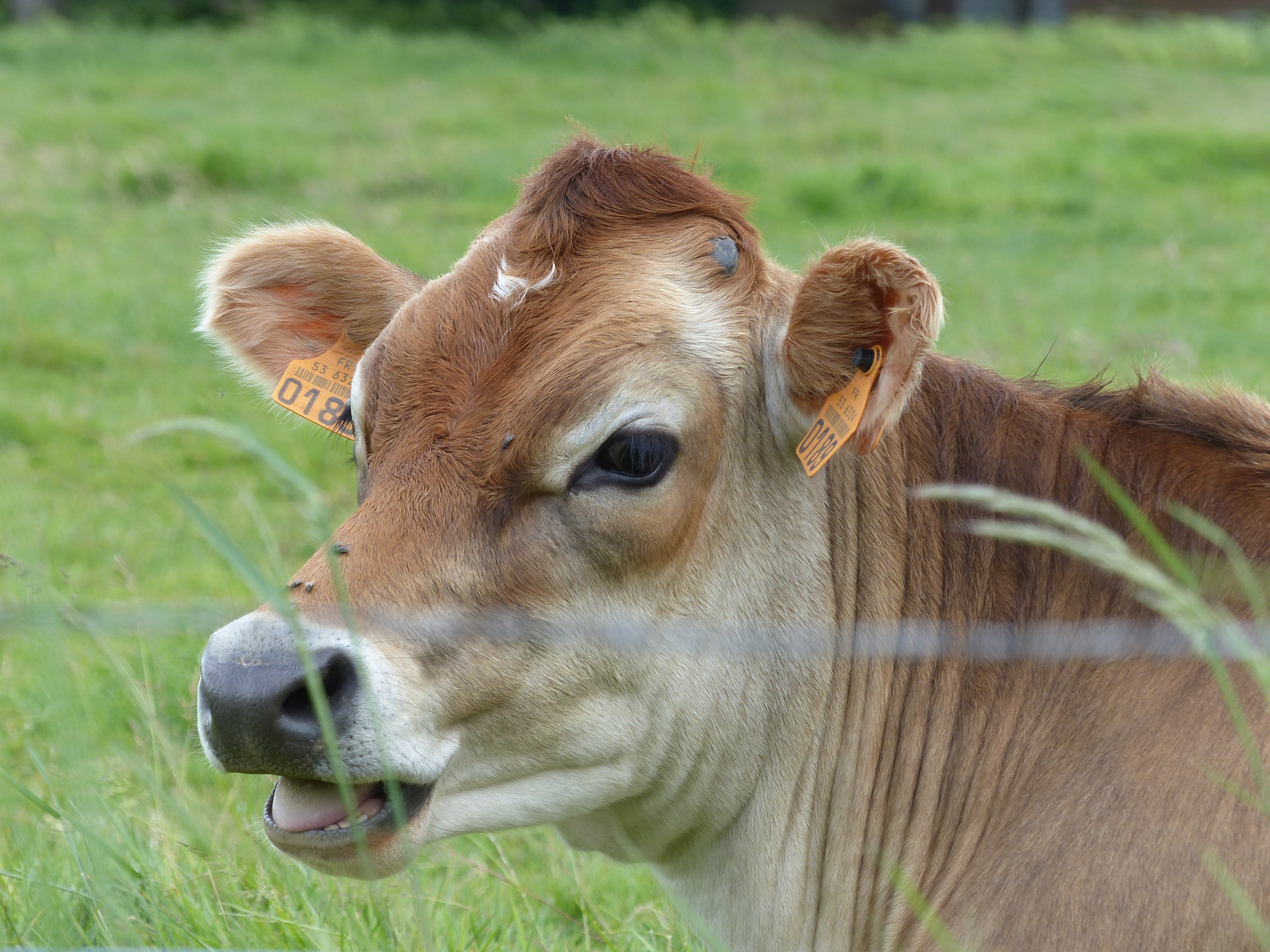
Tête d'une vache Jersiaise en Mayenne.

Elle porte une robe fauve plus ou moins foncée, généralement unie ou pie. La tête est toujours plus foncée avec des muqueuses sombres. Le tour du mufle est blanc. Les cornes, en croissant serré, sont dirigées vers l'avant et le bas. 
C'est une vache de petit format : de 125 à 132 cm au garrot pour 300 kg en moyenne.

## Aptitudes

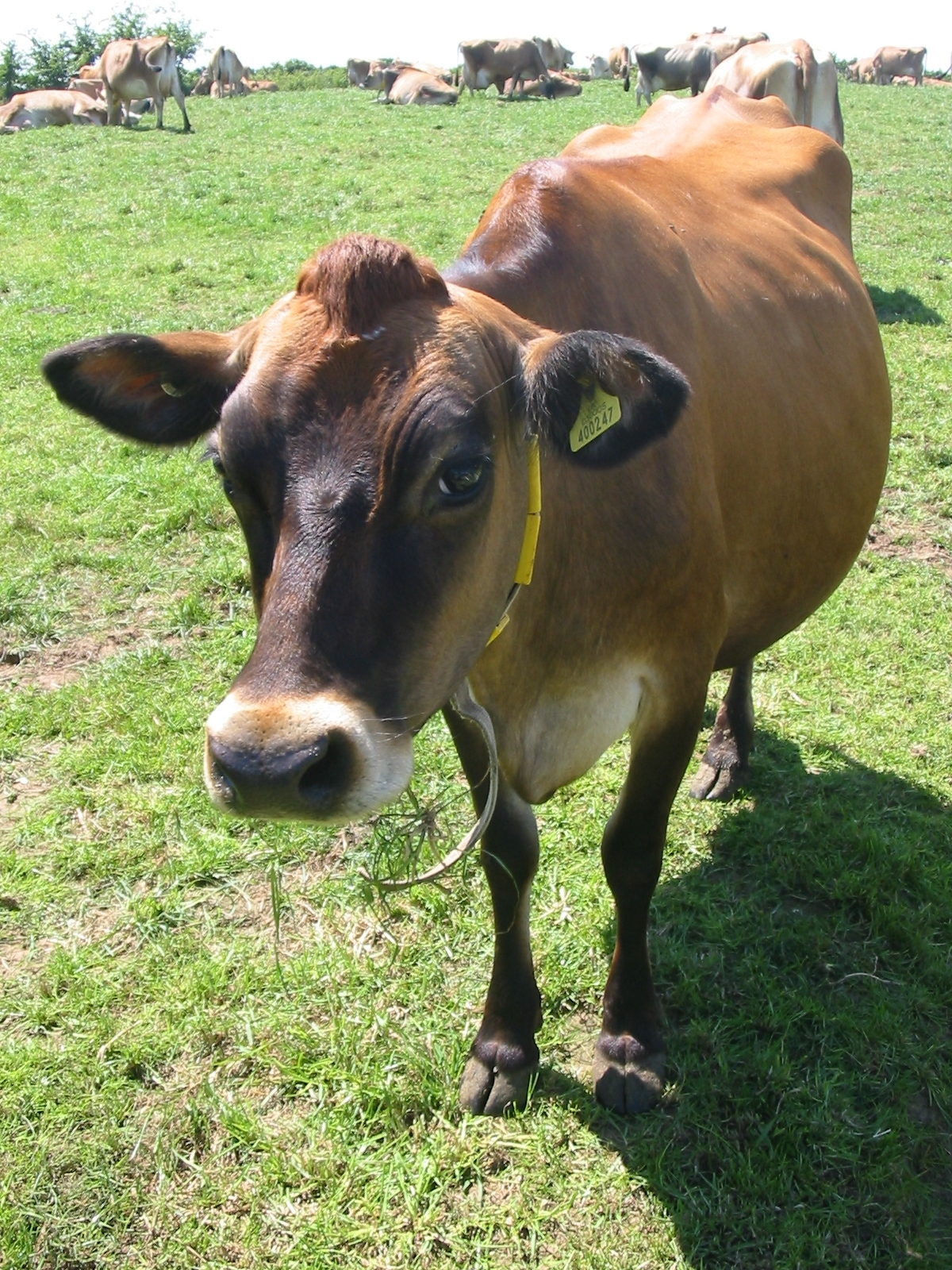

C'est une race laitière. La production moyenne en France est de 4 982 kg par lactation. Le lait produit est le plus riche de toutes les races bovines avec un taux butyreux de 59 pour 1 000 et un taux protéique de 41 pour 1 000, ce qui permet aux éleveurs de recevoir une majoration du prix payé allant jusqu'à 40 %. Aux États-Unis, la production est de 7 300 kg de lait à 4,60 % de matière grasse et 3,59 % de protéines. C'est la race la plus productive au regard de son poids. De plus, elle maintient une production élevée même avec une alimentation médiocre.
La jersiaise a une grande longévité. Les éleveurs l'apprécient beaucoup pour son aptitude au vêlage, même si le géniteur est un taureau de race bouchère. Sa rusticité lui vaut un besoin d'entretien relativement limité. C'est un animal très docile voire affectueux avec des propriétaires aimants. Elle est parfois élevée comme « tondeuse à gazon écologique » par des amateurs ayant un terrain à entretenir.

## Dans la fiction
Dans La ferme se rebelle (2004), 45e Classique d'animation des studios Disney, l'une des héroïnes, Grace, est une vache jersiaise.